# 印支雀鹛
印支雀鹛（学名：Fulvetta danisi），鸦雀科褐鹛属的一种鸟类，曾被归入画眉科雀鹛属，分布于老挝和越南。该物种的保护状况被评为无危。
2022年，“中国鸟类名录”10.0版将印支雀鹛的中文名修改为中南雀鹛。
印支雀鹛的栖息地包括亚热带或热带的高海拔疏灌丛和亚热带或热带的湿润山地林。